# Бентон (Алабама)
Бентон (енгл. Benton) град је у америчкој савезној држави Алабама. По попису становништва из 2010. у њему је живело 49 становника.

## Демографија
Према попису становништва из 2010. у граду је живело 49 становника, што је 2 (4,3%) становника више него 2000. године.
| Група             | 2000.      | 2010.      |
| Белци             | 36 (76,6%) | 40 (81,6%) |
| Афроамериканци    | 11 (23,4%) | 9 (18,4%)  |
| Азијати           | 0 (0,0%)   | 0 (0,0%)   |
| Хиспаноамериканци | 0 (0,0%)   | 0 (0,0%)   |
| Укупно            | 47         | 49         |